# ポーフィリオ・ロペス
ポーフィリオ・アントニオ・ヌニェス・ロペス（Porfirio Antonio Núñez López  , 1990年3月24日 - ）は、ドミニカ共和国出身のプロ野球選手（投手）。左投左打。メキシカンリーグのティフアナ・ブルズ所属。NPBでは育成選手であった。

## 経歴

### プロ入りとパイレーツ傘下時代
2007年にアマチュアFAでピッツバーグ・パイレーツと契約。
2008年から2010年まではルーキーリーグ・ドミニカン・サマーリーグ・パイレーツでプレー。この年までは先発として起用された。
2011年と2012年はA級ウェストバージニア・パワー、A+級ブラデントン・マローダーズでプレー。この2年間はリリーフでの起用が主だった。

### 西武時代
2013年12月12日、ギャレット・モックと共に、埼玉西武ライオンズの入団テストを受けた。12月20日、育成選手として契約したことが発表された。背番号は122。
2014年は、イースタン・リーグにおいてチーム最多の41試合に登板し、1勝2敗2セーブ、防御率4.39の成績を残したが、支配下選手登録は見送られ、10月2日に球団から来季の契約をしないことが発表された。10月31日、自由契約公示された。

### 独立リーグ時代
2016年はカナディアン・アメリカン・リーグに所属するトロワリヴィエール・エーグルスでプレーし、5勝9敗、防御率4.51の成績を残した。

### メキシカンリーグ時代以降
2019年7月にリーガ・メヒカーナ・デ・ベイスボルに所属するラグナ・ユニオン・コットンファーマーズと契約したが、わずか10日間で解雇された。
この年のオフはベネズエラのウィンターリーグ（LVBP）のカリベス・デ・アンソアテギでプレー。以降は南米のウィンターリーグに活動の場を移しており、2021-2022シーズンにはコロンビアのウィンターリーグ（LPB）のカイマネス・デ・バランキージャの一員としてカリビアンシリーズ優勝を果たした。
2022年はベネズエラのサマーリーグであるベネズエラン・メジャーリーグ（LMBP）のカシケス・デ・ディストリトに所属。冬季はコロンビア（LPB）とベネズエラ（LVBP）のウィンターリーグでプレーした。
2023年はベネズエラLMBPのゲレーロス・デ・ララに所属。7試合（39.1回）に先発登板し、2勝2敗、防御率3.20、33奪三振を記録した。

### イタリア時代
2023年8月2日にイタリアの野球リーグであるセリエAのウニポルサイ・フォルティトゥード・ボローニャに入団した。

### 第二次メキシカンリーグ時代
2024年からは、再びメキシカンリーグでプレーしている。

## 詳細情報

### 年度別投手成績
- 一軍公式戦出場なし

### 背番号
- 122 （2014年）